# Анісін В'ячеслав Михайлович
В'ячеслав Анісін (рос. Вячеслав Анисин; нар. 11 липня 1951, Москва) — радянський хокеїст, що грав на позиції центрального нападника. Грав за збірну команду СРСР. Згодом — хокейний тренер.

## Ігрова кар'єра
Професійну хокейну кар'єру розпочав 1969 року.
Протягом професійної клубної ігрової кар'єри, що тривала 22 роки, захищав кольори команд ЦСКА (Москва), «Крила Рад» (Москва), СКА (Ленінград), «Спартак» (Москва), «Медвещак» (Загреб) та «Мілан».
У чемпіонатах СРСР провів 509 матчів, закинув 176 шайб.
У складі збірної СРСР провів 97 матчів, закинув 30 шайб.
Нагороджений медаллю «За трудову доблесть» (1975).

## Тренерська кар'єра
У 1996 — тренер ХК «Спартак» (Москва). У 1996—1997 — головний тренер ХК «Спартак» (Москва). У 1997—1999 — головний тренер «Витязя» (Подольськ). У 1999—2000 — головний тренер «Крила Рад» (Москва). У 2002—2003 — тренер «Крила Рад» (Москва). У 2003 — головний тренер «Крила Рад» (Москва). У 2007 — головний тренер «Крила Рад» (Москва).

## Досягнення
- Чемпіон світу — 1973, 1974, 1975
- Чемпіон Європи — 1973, 1974, 1975
- Чемпіон СРСР — 1970, 1971, 1974, 1977, 1978, 1979, 1980 та 1981
- Володар Кубка СРСР — 1974, 1977, 1979.
- Володар Кубка європейських чемпіонів — 1970, 1976, 1978, 1979, 1980.
- Чемпіон Югославії — 1989.

## Сім'я
Його донька Марина Анісіна російська та французька фігуристка з спортивних танців на льоду. Син Михайло, як і батько хокеїст.